# Yangba (köping)
Yangba (kinesiska: 秧坝, 秧坝镇) är en köping i Kina. Den ligger i provinsen Guizhou, i den sydvästra delen av landet, omkring 210 kilometer sydväst om provinshuvudstaden Guiyang. Antalet invånare är 12269. Befolkningen består av 6 223 kvinnor och 6 046 män. Barn under 15 år utgör 25,0 %, vuxna 15-64 år 67 %, och äldre över 65 år 7,0 %.